# Тонка людина (фільм)
«Тонка людина», Худа людина (англ. The Thin Man) — романтична комедія 1934 про пригоди подружжя — приватних детективів Ніка й Нори Чарльз. Екранізація однойменного роману Дешилла Гемметта.
Після успішного прокату — фільм зібрав півтора мільйона доларів прибутку проти 226 тисяч, витрачених на виробництво — вийшли у світ ще п'ять серій про Тонку людині. Крім того, завдяки цьому фільму Вільям Пауелл і Мірна Лой склали один з найвиразніших кінодуетів 1930-х років.

## Сюжет
Фільм починається з моменту, коли в лабораторію багатого й ексцентричного винахідника Клайда Вінанта приходить його дочка Дороті разом з нареченим Томмі. Вони повідомляють Вінанту, що збираються одружитися. Винахідник тим часом збирається виїхати в таємниче відрядження, щоб в самоті випробувати на практиці свою нову теорію, але обіцяє дочці повернутися до 30 грудня, датою її майбутнього одруження. Сам Вінант недавно розлучився з матір'ю Дороті, Мімі, і завів роман зі своєю секретаркою, гарненькою блондинкою, на ім'я Джулія Вульф.
Доручивши своєму адвокат у Герберту Макколею вести фінансові справи на час його відсутності, Вінант виявляє, що з його сейфа пропали облігації на суму 50 тисяч доларів, призначені в подарунок доньці на весілля. Винахідник підозрює в крадіжці свою коханку, вривається в її квартиру і застає Джулію в компанії іншого чоловіка, Джо Мореллі. Прийшовши в сказ від подвійної зради, Вінант погрожує, що донесе на неї в поліцію, і змушує Джулію зізнатися у скоєному. Попри те, що Джулія відмовляється назвати ім'я свого спільника, з яким поділила облігації, у Вінанта є підозри щодо того, ким може виявитися ця людина.
Проходить три місяці. Дороті стурбована довгою відсутністю батька. Одного разу в ресторані Джулія разом з Томмі зустрічає елегантного відставного детектива Ніка Чарльза, клієнтом якого був раніше її батько. Дороті ділиться з Ніком своїми побоюваннями, і той радить дівчині зателефонувати Макколею і запитати, чи не знає той що-небудь про місцезнаходження Вінанта. Далі в ресторан заходить дружина детектива, Нора, навантажена пакетами з різдвяними подарунками й з тер'єром по кличці Аста на повідці. Нік знайомить її з Дороті й Томмі, і пари домовляються ще раз зустрітися разом.
Нора і Нік — наречені. Вони живуть в Каліфорнії і приїхали в Нью-Йорк, щоб весело провести час і відсвяткувати Різдво. Пристойно напившись в барі, вони повертаються в готель, де до них приходить адвокат Вінанта. Він розповідає, що ось уже три місяці не спілкувався з Вінантом особисто і лише час від часу на прохання його секретарки посилав йому гроші, але недавно Джулія повідомила, що Вінант повернувся в місто. Далі Нік дзвонить Дороті, щоб порадувати її хорошими новинами про батька.
Тим часом Мімі на іншому кінці дроту підслуховує їхню розмову. Вона боїться, що Джулія витягне всі гроші з її колишнього чоловіка до того, як що-небудь перепаде їй самій і її новому чоловікові, нероби Йоргенсеном. Дороті дорікає мати в жадібності. Розраховуючи дізнатися про місцезнаходження Вінанта від Джулії, Мімі домовляється з нею про зустріч. Вона приїжджає на квартиру Джулії, і в цей момент із під'їзду непомітно вислизає хтось Артур Нанхейм — той самий чоловік, якого Вінант вважав її спільником. Мімі виявляє, що Джулія мертва. У її руці затиснутий ланцюжок від годин Вінанта, і Мімі забирає її, щоб захистити колишнього чоловіка від обвинувачення у вбивстві.
Череда подальших подій ще більше накручує інтригу. З'ясовується, що Мімі й Нанхейм знайомі й пов'язані якимось таємничим справою, а адвокат Вінанта розповідає поліції, що днями дав Джулії тисячу доларів, щоб вона передала їх босові. Оскільки грошей у квартирі не було виявлено, Вінант стає головним підозрюваним у смерті дівчини. Далі поліція допитує Мімі. Попри твердження судмедексперта, що хтось розтиснув руку дівчини після її смерті, Мімі заперечує, що доторкалася до тіла вбитої. Коли поліція на чолі з лейтенантом Гілдом йде, Дороті знаходить в стінній шафі ланцюжок від годинника батька і з острахом підозрює, що він цілком міг вбити Джулію.
Тим часом подружжя Чарльз весело проводять час на вечірці. Після того, як по радіо передають новину про загадкове вбивство Джулії Вульф, Нора вмовляє Ніка зайнятися розслідуванням. Нік відмовляється під жартівливим приводом, що весь його час присвячено турботам про цілості й схоронності грошей, заради яких він одружився з Норою, але дружина, заінтригована цією таємничою справою, продовжує наполягати. Далі на вечірку приїжджає Дороті й, попросивши Ніка про розмову наодинці, повідомляє, що це вона застрелила Джулію, але детектив розуміє, що з любові до батька вона свідомо бере на себе чужу провину. Незабаром до них приєднується Мімі й своєю чергою просить Ніка зайнятися пошуками її колишнього чоловіка.
Ніку страшенно не хочеться переривати відпустку. Він відмовляється допомагати Мімі й зберігає незворушність навіть після таємничого дзвінка Нанхейма, який повідомляє, що йому дещо то відомо про смерть Джулії Вульф. Увечері в готелі Нора продовжує умовляти Ніка розплутати цю справу. В цей час лунає стукіт у двері. Нора відкриває, в номер заходить Джо Мореллі, один з коханців Джулії, і з пістолетом у руці починає переконувати Ніка, що не має ніякого відношення до смерті подруги. Нік безрезультатно намагається запевнити його, що ніяким чином не пов'язаний з цією справою, і радить тому розповісти про свої проблеми поліції.
У цей момент в номер вривається поліція. Мореллі від страху починає палити з пістолета, Нік ударом в щелепу відштовхує Нору з лінії вогню і, отримавши легке поранення, допомагає поліції обеззброїти бандита. Нора тим часом приходить до тями й журиться про те, що пропустила найцікавіше. Попри її комічні протести, поліція проводить обшук і знаходить в номері пістолет — з цієї зброї Дороті за її зізнанням нібито вбила Джулію. З цим трофеєм поліцейські видаляються, пообіцявши повернутися на ранок і гарненько допитати Ніка.
За читанням ранкових газет Нора і Нік отримують телеграму від Вінанта, в якій він просить Ніка взяти справу у свої руки. Під час візиту Макколея лунає дзвінок з поліції — вони підозрюють, що Вінант наклав на себе руки у своїй лабораторії, і просять Макколея допомогти впізнати спотворене тіло. Адвокат хоче, аби Нік знайшов вбивцю Джулії, хоча б для того, щоб відновити добре ім'я Вінанта. Після відходу Макколея Нора заявляє, що розчарована повною байдужістю Ніка до такої загадковій справі. У підсумку він поступається і погоджується узятися до розслідування.
На вулиці вони зустрічають Гілда. Той викладає їм свою версію подій — нібито Вінант вбив Джулію з ревнощів, — а Нік повідомляє йому про можливу причетність Нанхейма і погоджується разом поїхати на зустріч з таємничою людиною. Нора хоче приєднатися до них і навіть сідає в таксі, але Нік, щоб убезпечити її, дає шоферові вказівку їхати за іншою адресою. Нік і Гілд приїжджають до Нанхейма, застають його вдома разом з подругою і запитують, чи є у нього алібі й де він перебував у момент смерті Джулії. Той відмовляється відповідати й тікає по пожежній драбині.
Після того, як Нанхейм шантажує невідому особу по телефону, вимагаючи гроші за своє мовчання, в нього стріляють з того ж самого пістолета, яким була вбита Джулія. Щоб не ображати Нору і створити ілюзію її участі в розслідуванні, Нік просить її дізнатися, куди подівся Кріс Йоргенсен, другий чоловік Мімі. Мімі належить вибрати, кому вона забезпечить алібі, і вона віддає поліції ланцюжок Вінанта. Підозри поліції в його причетності до смерті Джулії міцніють, вони роблять висновок, що мрець у лабораторії — це не Вінант, і призначають нагороду в 5 тисяч доларів за його упіймання.
Обшукавши лабораторію Вінанта, Нік знаходить захований під підлогою труп. Потім йому приходить в голову блискуча ідея. Він приймає рішення влаштувати вечірку і запросити на неї всіх підозрюваних — Макколея, Мімі, Кріса, Мореллі, подругу Нанхейма і Таннера, помічника Вінанта. Також він запрошує Дороті й Томмі, але не розглядає їх як можливих злочинців. На вечірці також присутні поліцейські, для конспірації переодягнені офіціантами. На очах у присутніх Нік віртуозно розплутує справу і доводить, що злочинець, який забрав життя у Вінанта, Джулії й Нанхейма, знаходиться серед них, і це — адвокат Макколей.

## У ролях
- Вільям Пауелл — Нік Чарльз
- Мірна Лой — Нора Чарльз
- Морін О'Салліван — Дороті Вінант
- Нат Пендлтон — Лейтенант Джон Гилд
- Мінна Гомбелл — Мімі Йоргенсен, колишня місис Вінант
- Сізар Ромеро — Кріс Йоргенсен
- Наталі Мурхед — Джулія Вульф
- Портер Холл — Герберт Макколей
- Генрі Вадсворт — Томмі
- Едвард Елліс — Клайд Вінант, «Тонка людина»
- Гарольд Хубер — Артур Нанхейм
- Едвард Брофи — Джо Мореллі

## Номінації
В 1935 році фільм був номінований на премію «Оскар» в чотирьох категоріях — найкращий фільм, найкраща режисура (В.С. ван Дайк), найкраща чоловіча роль (Вільям Пауелл) і найкращий адаптований сценарій.